# Direitos das minorias
Os direitos das minorias são os direitos individuais aplicados a membros de minorias raciais, étnicas, linguísticas, religiosas, de classe ou de gênero e sexuais. Também são os direitos coletivos concedidos a qualquer minoria.
Os movimentos pelos direitos civis geralmente buscam garantir que os direitos individuais não sejam negados com base na participação em um grupo minoritário. Esses defensores dos direitos civis incluem os movimentos globais pelos direitos das mulheres e os movimentos globais pelos direitos LGBT+ e vários movimentos pelos direitos das minorias raciais em todo o mundo.
As questões dos direitos das minorias podem ir de encontro com debates sobre reparação histórica ou sobre discriminação positiva.

## História
Antes da Conferência de Paz de Paris (1919–1920), o termo "minoria" se referia principalmente a partidos políticos em legislaturas nacionais, não a grupos étnicos, nacionais, linguísticos ou religiosos. A Conferência de Paris foi apontada como criadora do conceito de direitos das minorias e trazer destaque a ele.
A questão dos direitos das minorias foi levantada pela primeira vez em 1814, no Congresso de Viena, que discutiu o destino dos judeus alemães e dos poloneses que haviam novamente sido divididos. O Congresso expressou esperança de que a Prússia, a Rússia e a Áustria concedessem tolerância e proteção às suas minorias, mas essas nações acabaram desconsiderando, envolvendo-se em discriminação organizada.
O Congresso de Paris de 1856 deu atenção especial ao status de judeus e cristãos no Império Otomano. Na Grã-Bretanha, William Gladstone fez dos massacres de búlgaros pelo Império Otomano uma importante questão de campanha e exigiu atenção internacional. O Congresso de Berlim de 1878 tratou da situação dos judeus na Romênia, na Sérvia e na Bulgária. No geral, os congressos do século XIX não conseguiram impor reformas significativas.
Os primeiros direitos das minorias foram proclamados e promulgados pelo revolucionário Parlamento da Hungria em julho de 1849. Os direitos das minorias foram codificados na lei austríaca em 1867. A Rússia foi especialmente ativa na proteção dos cristãos ortodoxos e dos povos eslavos sob o controle do Império Otomano. No entanto, o governo russo tolerou violentos pogroms contra judeus em suas aldeias. A Rússia foi amplamente atacada por esta política. Em contraste, houve pouca ou nenhuma indignação internacional em relação ao tratamento de outras minorias, como os pretos no Sul dos EUA antes da década de 1950.
Antes da Primeira Guerra Mundial, apenas três países europeus declararam os direitos das minorias étnicas e promulgaram leis de proteção às minorias: o primeiro foi a Hungria (1849 e 1868), o segundo foi a Áustria (1867) e o terceiro foi a Bélgica (1898). Na era anterior à Primeira Guerra Mundial, os sistemas legais de outros países europeus não permitiam o uso de línguas minoritárias europeias nas escolas primárias, em instituições culturais, em escritórios da administração pública e nos tribunais.

### Direitos das minorias na Conferência de Paz de Paris de 1919
Na Conferência de Paz de Paris, o Conselho Supremo estabeleceu o "Comitê sobre Novos Estados e para a Proteção das Minorias". Todos os novos estados sucessores foram obrigados a assinar tratados pelos direitos das minorias como pré-condição de reconhecimento diplomático. Foi consenso que, embora os novos estados tenham sido reconhecidos, eles não foram "criados" antes das assinaturas dos tratados de paz finais. A questão dos direitos alemães e poloneses foi um ponto de disputa, pois poloneses na Alemanha permaneceram sem a proteção por direitos, ao contrário da minoria alemã na Polônia. Como outros princípios adotados pela Liga, os Tratados das Minorias faziam parte da abordagem idealista wilsoniana das relações internacionais; como a própria Liga, os Tratados de Minorias foram cada vez mais ignorados pelos respectivos governos, com todo o sistema entrando em colapso no final da década de 1930. Apesar do fracasso político, eles permaneceram a base do direito internacional. Após a Segunda Guerra Mundial, os princípios jurídicos foram incorporados à Carta das Nações Unidas e a uma série de tratados internacionais de direitos humanos.

### Lei internacional
Os direitos das minorias, no que se refere às minorias étnicas, religiosas ou linguísticas e aos povos indígenas, integram o direito internacional dos direitos humanos. Tal como os direitos das crianças, os direitos das mulheres e os direitos dos refugiados, os direitos das minorias são um quadro jurídico concebido para assegurar que um grupo específico que se encontra numa posição vulnerável, desfavorecida ou marginalizada na sociedade seja capaz de alcançar a igualdade e seja protegido de perseguições. O primeiro tratado internacional do pós-guerra para proteger as minorias, destinado a protegê-las da maior ameaça à sua existência, foi a Convenção para a Prevenção e a Repressão do Crime de Genocídio.
As normas subsequentes de direitos humanos que codificam os direitos das minorias incluem o Pacto Internacional dos Direitos Civis e Políticos (Artigo 27), a Declaração das ONU sobre os Direitos das Pessoas Pertencentes a Minorias Nacionais ou Étnicas, Religiosas e Linguísticas, dois tratados do Conselho da Europa (a Convenção Marco para a Proteção das Minorias Nacionais e a Carta Europeia das Línguas Regionais ou Minoritárias) e o Documento de Copenhague da Organização para a Segurança e Cooperação na Europa de 1990.
Os direitos das minorias cobrem a proteção da existência, proteção contra discriminação e perseguição, proteção e promoção da identidade e participação na vida política. Para os direitos das pessoas LGBT+, os Princípios de Yogyakarta foram aprovados pelo Conselho de Direitos Humanos das Nações Unidas. Para os direitos das pessoas com deficiência, a Convenção Internacional sobre os Direitos das Pessoas com Deficiência foi adotada pela Assembleia Geral das ONU.
Para proteger os direitos das minorias, muitos países têm leis específicas e/ou comissões ou instituições de ouvidoria.
Embora inicialmente a ONU tratasse os povos indígenas como uma subcategoria de minorias, há um corpo crescente de leis internacionais especificamente dedicado a eles, em particular a Convenção 169 da Organização Internacional do Trabalho e a Declaração sobre os Direitos dos Povos Indígenas (adotada em 14 de setembro de 2007).
Em 2008, uma declaração sobre os direitos LGBT+ foi apresentada na Assembleia Geral da ONU e, em 2011, uma resolução sobre os direitos LGBT+ foi aprovada no Conselho de Direitos Humanos das Nações Unidas.
Existem muitos corpos políticos que também apresentam direitos das minorias, que podem ser vistos em cotas de ação afirmativa ou na representação minoritária garantida em um estado consociacional.